# Bogusław Maj
Bogusław „Bobby“ Maj (* 18. Januar 1960 in Sobieszów) ist ein ehemaliger polnischer Eishockeyspieler, der in seiner aktiven Zeit von 1979 bis 1997 unter anderem für den Kölner EC, Düsseldorfer EG, Eintracht Frankfurt und den EC Hedos München in der Eishockey-Bundesliga gespielt hat.

## Karriere
Bogusław Maj begann seine Karriere bei Podhale Nowy Targ. Nachdem er die polnischen Nachwuchs-Nationalmannschaften durchlaufen hatte, spielte er für die polnischen Nationalmannschaft. Im November 1981  reiste er mit der polnischen Nationalmannschaft erstmals nach Deutschland und spielte dort in Rosenheim gegen die deutsche Nationalmannschaft.  Im Frühjahr 1982 nahm er an der B-Weltmeisterschaft 1982 in Klagenfurt am Wörthersee teil. Im Rahmen des Turniers gelang es Maj, sich zusammen mit seinen Mannschaftskameraden Justyn Denisiuk und Andrzej Małysiak abzusetzen. Ein halbes Jahr blieben die Spieler in Österreich, um dann in Deutschland Asyl zu beantragen. Denisiuk und Maj schlossen sich dem EV Füssen an und hielten sich während der 18-monatigen internationalen Sperre dort fit. Der damalige Trainer Gerhard Kießling kümmerte sich um die jungen polnischen Spieler. Ein Jahr blieben Denisiuk und Maj in Füssen, dann wechselten sie mit Gerhard Kießling nach Iserlohn. Als Gerhard Kießling in Iserlohn freigestellt wurde, vermittelte dieser sie zum Kölner EC.
Kurz nach Beginn der Saison 1984/85 waren die beiden spielberechtigt und debütierten am 28. September 1984 für den KEC. In der Saison 1985/86 gewannen die Kölner die Meisterschaft und verteidigten den Titel im Folgejahr. Maj erzielte in dabei acht Tore in neun Play-off-Spielen. Nach einer Saison bei der Düsseldorfer EG wechselte er zu Eintracht Frankfurt. In seiner zweiten Spielzeit dort konnte er in den ersten Monaten in 18 Spielen nur ein Tor erzielen und wurde an den Aufsteiger EC Hedos München abgegeben, wo er wieder zum Leistungsträger avancierte. Seine letzte Saison in der Bundesliga war 1991/92. Es folgten noch drei Spielzeiten beim ETC Timmendorfer Strand, bevor er in der Saison 1996/97 für den REV Bremerhaven auflief und nach Saisonende seine aktive Karriere beendete.